# 고렌스카

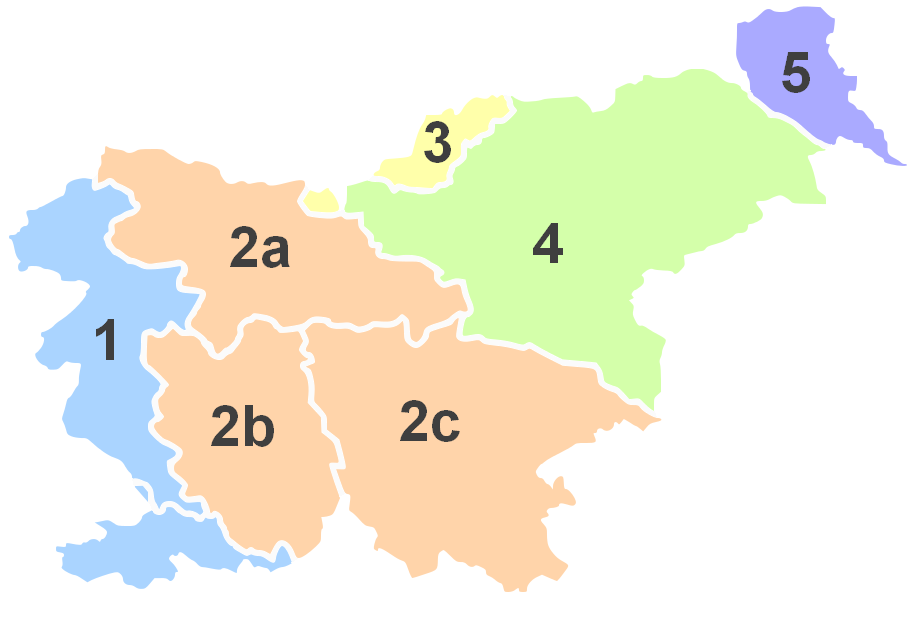
2a번으로 표시된 고렌스카 지방 (빨간색)

고렌스카(슬로베니아어: Gorenjska, 독일어: Oberkrain)는 슬로베니아의 전통적인 지방 가운데 하나이다. 공식적인 행정 구역 단위는 아니며 가장 큰 도시는 크란이다. 역사적으로 합스부르크 왕가의 지배를 받았던 곳이다.